# بيزكو
بيزكو (بالألمانية: Beeskow) هي مدينة و بلدة ألمانية تقع في ألمانيا في Oder-Spree.  يقدر عدد سكانها بـ 8,365 نسمة .

## المدن التوأمة
مدن كامن و Gmina Sulęcin هي مدن توأمة لـبيزكو.

## أعلام
- أوتو هولزابفل
- كارل أوغست أوتو هوفمان